# George Ogden Abell
George Ogden Abell (* 1. März 1927 in Los Angeles; † 7. Oktober 1983 in Encino, Kalifornien) war ein US-amerikanischer Astronom.

## Leben
Abell schloss mit einem Bachelor of Science (1951), einem Master of Science (1952) und einem Doktorgrad (Ph.D. 1957) am California Institute of Technology (CalTech) ab. Er war Professor an der University of California, Los Angeles. Zu den Themen seiner Forschung gehörten unter anderem Planetarische Nebel, besonders hervorzuheben ist aber sein Beitrag zu den Anfängen der beobachtenden Kosmologie. Auf der Basis des Palomar Observatory Sky Survey erstellte er seit den 1950er Jahren den Abell-Katalog von Galaxienhaufen, mit dessen Hilfe erstmals die Struktur des Universums bis zu einer Rotverschiebung von etwa 0,2 untersucht werden konnte, und der bis heute von Bedeutung geblieben ist.
Abell ist Mitentdecker des Kometen 52P/Harrington-Abell. Der Asteroid (3449) Abell ist nach ihm benannt. Außerdem war er Mitglied bei dem Committee for Skeptical Inquiry, einer international arbeitenden Organisation der Skeptikerbewegung.